# Fernando Farulli
Fernando Farulli (Firenze, 5 luglio 1923 – Firenze, 7 febbraio 1997) è stato un pittore e incisore italiano.

## Biografia
Nato a Firenze, Fernando Farulli studia presso la Scuola d'arte di Porta Romana. In seguito, insegna pittura presso l'Istituto d'arte di Sesto Fiorentino e l'Accademia di belle arti di Firenze. Nella primavera del ‘45 Gualtiero Nativi, Vinicio Berti, Bruno Brunetti, Farulli, insieme al poeta Alberto Caverni, avevano avviato la pubblicazione di Torrente, quindicinale di letteratura e arte, che pur avendo avuto la breve durata di un numero, servì di scambio di idee e fu prodromico alla formazione movimento fiorentino "Arte Oggi" a cui lo stesso Farulli aderì.
Poco prima del 1960 fece parte di quella cerchia di artisti - Renzo Vespignani, Ugo Attardi, Ennio Calabria, Piero Guccione e Alberto Gianquinto - che, insieme ai critici d'arte Antonio Del Guercio, Dario Micacchi e Duilio Morosini, diedero vita al gruppo denominato "Il pro e il contro", punto di riferimento della ricerca nel campo della pittura figurativa. Nel 1963 una sua opera viene esposta alla mostra Contemporary Italian Paintings, allestita in alcune città australiane.
A Roma ottiene il sostegno di Carlo Ludovico Ragghianti e Renzo Federici. Negli anni '60 realizza delle scenografie per opere di Luigi Dallapiccola l'atto unico de Il volo di notte (1964) al Maggio Musicale Fiorentino e Ulisse (1968) alla Deutsche Oper di Berlino).
Su progetto del maestro venne realizzata la bella vetrata della Sala consiliare “O. Barbieri” del Comune di Scandicci (1974).
Nel 2024 il Comune di Fiesole gli ha dedicato una mostra retrospettiva, curata da Marco Pierini e articolata tra Fiesole e Firenze (Accademia di belle arti), che ripercorre l'evoluzione della sua pittura.
Farulli fu anche assessore alla cultura del comune di Fiesole.

## Mostre (lista parziale)
- 1950: Milano
- 1951: Firenze, XV Mostra dell'artigianato (ceramiche)
- 1963: Roma
- 1965: Passadena (alla Manhattan Gallery)
- 1965: Piombino
- 1970: Berlino
- 1972: Berlino
- 1974: Roma
- 1974: Berlino (collettiva Italienische Realisten)
- 1976: Prato
- 1977: Certaldo
- 1978: Bruxelles
- 1980: Milano (al Palazzo della Permanente)
- 1988: Castiglioncello
- 1989: Hamamatsu in Giappone
- 1992: Firenze
- 1992: Milano
- 1993: Firenze
- 1993: Piombino

## Riconoscimenti
- Accademico all'Accademia delle Arti del Disegno[8].